# Brise-Glace
Pour le navire, voir Brise-glace.
Brise-Glace est un groupe de rock expérimental américain, originaire de Chicago,  dans l'Illinois. Il est constitué de Jim O'Rourke, Darin Gray (Dazzling Killmen),  Thymme Jones (Cheer-Accident) et Dylan Posa.

## Biographie
Brise-Glace est formé en 1993 à Chicago, dans l'Illinois. En 1994, le groupe publie chez Skin Graft Records l'album When In Vanitas…, enregistré par Steve Albini et composé de cinq chansons, pour une durée totale d'environ 50 minutes. Le guitariste Henry Kaiser, le clarinettiste basse Gene Coleman et le claviériste David Grubbs ont également participé à son enregistrement. Après le mixage des pistes de l'album, O'Rourke prend une lame de rasoir et découpe en plusieurs fragments les bandes de chaque chanson. L'un des morceaux de l'album est utilisé lors d'un épisode du Saturday Night Live consacré à Neil Armstrong, en 2000.
En 1995, à la formation se joint KK. Null et à Yasuko Onuki, la chanteuse de Melt-Banana, pour enregistrer un nouvel album sous le nom de Yona-Kit, toujours produit par Albini et sorti en juillet chez Skin Graft. Le groupe réalise ensuite d'autres enregistrements et effectue des tournées de manière sporadique dans différentes configurations, O'Rourke et Gray restant ses deux membres permanents.
Brise-Glace est, depuis 1998 en sommeil, en raison de l'implication de O'Rourke dans plusieurs autres projets, notamment en tant que producteur, tandis que Gray se consacre à You Fantastic!. En 2001, aucun mot ne filtre de la part des membres à savoir si le groupe s'est séparé ou non.

## Style musical
Sous l'influence de O'Rourke et de Gray, le groupe mêle des éléments d'avant-garde, de post-rock et de post-hardcore. Une autre caractéristique de la musique de Brise-Glace est son minimalisme. Ainsi, lors de sa première tournée le groupe est remarqué pour l'un de ces morceaux dans lequel un même riff se répète pendant près de trente minutes, à tel point que le groupe Mount Shasta qui les accompagnait choisit de couper leur son.

## Discographie

### Albums studio
- 1994 : When In Vanitas… (Skin Graft)
- 1995 : Yona-Kit (enregistré sous le nom de Yona-Kit) (Skin Graft)

### Singles
- 1994 : In Sisters All And Felony (Skin Graft)

### Apparitions
- 1995 : Sides 1-4 (hommage à AC/DC) (Skin Graft/Gasoline Boost)[1]
- 1997 : Likeness (Camp Skin Graft : Now Wave (!))